# ستار أكاديمي 8
ستار أكاديمي 8، هو الموسم الثامن من برنامج ستار أكاديمي بنسخته العربية، عرض في 8 أبريل 2011 بعد انتظار طويل بسبب الحالة السياسية المتوترة في بعض البلدان العربية، وانتهى في 15 يوليو 2011 بفوز نسمة محجوب من مصر بنسبة تصويت وصلت إلى 48.37%، وتعتبر نسمة محجوب أول طالبة في الاكاديمية تغنى جميع اللهجات واللغات مع براعتها في الاوبرا لذلك استحقت عن جدارة الفوز باللقب، يليها احمد عزت من مصر بنسبة 29.08%، وسارة فرح من سوريا 21.83%. 
وصل عدد المتسابقين في هذا الموسم إلى 20 متسابقا، 11 شابا، 9 فتيات.

## الطلاب
| المركز | المتسابق           | البلد    |
| ------ | ------------------ | -------- |
| 1      | نسمة محجوب         | مصر      |
| 2      | أحمد عزت           | مصر      |
| 3      | سارة فرح           | سوريا    |
| 4      | أميمة طالب         | تونس     |
| 5      | جيلبيرت سيمون      | لبنان    |
| 6      | ليان بزلميط        | فلسطين   |
| 7      | محمد دقدوق         | سوريا    |
| 8      | عبدالسلام محمد     | الكويت   |
| 9      | كريستين سعادة      | لبنان    |
| 10     | أفرام سلامة        | لبنان    |
| 11     | محمد عبد الله      | السعودية |
| 12     | حسام طه            | سوريا    |
| 13     | كريم كامل (انسحاب) | مصر      |
| 14     | نينا عبد الملك     | لبنان    |
| 15     | محمد رافع          | الأردن   |
| 16     | كريمة غيث          | المغرب   |
| 17     | ياسمين تازي        | المغرب   |
| 18     | محمد رحمة          | البحرين  |
| 19     | لمياء جمال         | تونس     |
| 20     | محمد القاق         | الأردن   |

## ضيوف الحلقات
| البرايم     | الضيف                                  |
| 1           | وردة الجزائرية                         |
| 2           | هيفاء وهبي و Adam Clay                 |
| 3           | رامي عياش و صوفيا المريخ               |
| 4           | ملحم زين و Eddy Wata                   |
| 5           | مروان خوري و Alexander Nestor Haddaway |
| 6           | نبيل شعيل و Andrea                     |
| 7           | طوني حنا و جوزيف عطية                  |
| 8           | عاصي الحلاني و Akcent                  |
| 9           | أيمن زبيب و فيكا جيغولينا              |
| 10          | أنغام و أحمد الشريف                    |
| 11          | يارا و موهومبي                         |
| 12          | إيهاب توفيق و رويدا عطية               |
| 13          | ميريام فارس و ناصيف زيتون              |
| 14          | شيرين عبد الوهاب و فادي أندراوس        |
| 15          | سميرة سعيد و سعد رمضان و باسم فغالي    |
| 16 و الآخير | نجوى كرم و صابر الرباعي                |

## الأساتذة
| الأستاذ       | تخصصه                                                                             |
| ------------- | --------------------------------------------------------------------------------- |
| ماري محفوض    | أستاذة فوكاليز وتمرين صوت                                                         |
| فؤاد فاضل     | أستاذ صوت وقائد اوركسترا                                                          |
| وديع ابي رعد  | أستاذ تمارين صوتية ومدرب للطلاب على أداء اغانيهم                                  |
| ميشيل فاضل    | عازف بيانو يرافق الطلاب في سهرات البرايم                                          |
| أليسار كركلا  | مصممة رقص ومدربة للطلاب                                                           |
| ناجي سوراتي   | أستاذ في الأخراج المسرحي يدرب الطلاب على طريقة الوقوف على المسرح والخروج من الذات |
| جورج عساف     | مدرب رياضة لصقل اجسام الطلاب                                                      |
| خليل أبو عبيد | مدرب الطلاب على اغاني البرايم وأستاذ في اداء الصوت                                |